# Microdalyellia fusca
Microdalyellia fusca är en plattmaskart som först beskrevs av Fuhrmann 1894.  Microdalyellia fusca ingår i släktet Microdalyellia, och familjen Dalyelliidae. Arten är reproducerande i Sverige.